# مارتن دوغاس
مارتن دوغاس (بالإنجليزية: Martin Dugas)‏ هو لاعب كرة قدم ومدرب كرة قدم كندي، ولد في 15 أكتوبر 1972 في سانت كاثرينز في كندا. لعب مع إمباكت مونتريال ونادي سانت باولي ونادي كامبور ونادي واتفورد.